# Enqoutatash
 (mars 2023).
Si vous disposez d'ouvrages ou d'articles de référence ou si vous connaissez des sites web de qualité traitant du thème abordé ici, merci de compléter l'article en donnant les références utiles à sa vérifiabilité et en les liant à la section « Notes et références ».
Enqoutatash (ge'ez : እንቁጣጣሽ) est la célébration du nouvel an par les églises orthodoxes éthiopienne et érythréenne. Elle a lieu le premier jour du mois de Meskerem du calendrier éthiopien soit le 11 septembre (le 12, si elle précède une année bissextile). En Éthiopie, Enqoutatash est un jour férié.